# 흐르는 북
《흐르는 북》은 1987년 3월 22일에 MBC TV에서 방영되었던 베스트셀러극장이다.

## 줄거리
평생 북채만 잡고 살아온 민 노인(김인문)은 손님이 오기만 하면 아파트에서 쫓겨나 놀이터에서 시간을 보내야 하는 처지에 있다.
민 노인의 아들인 대찬(정욱)은 고학으로 대학을 졸업하고 지금은 대기업의 이사로 재직 중이지만 북만 치고 살았던 아버지에 대해 심한 열등감을 갖고 있다. 더구나 자신과 어머니를 돌보지 않은 채 전국을 떠돌았던 아버지에 대한 원망의 감정이 북받쳐, 대찬은 집에 손님이 찾아올 때만 되면 아내(엄유신)를 시켜 얼마간의 돈을 쥐어주면서 반강제로 민 노인을 밖으로 내보내는 것이 다반사였다. 하지만 대찬의 아들인 대학생 성규(손창민)는 대찬과는 달리 할아버지 민 노인을 이해하고 따르는 모습을 보이는데...

## 출연
- 김인문
- 손창민
- 정욱
- 엄유신
- 정진
- 임현식
- 홍민우
- 김찬구
- 천현주
- 박순천
- 김영석
- 김환교
- 김경림
- 윤예희
- 장희용
- 김주명
- 이영호
- 이경순
- 김성자
- 정미경